# Thanesar
Thanesar là một thành phố và là nơi đặt hội đồng đô thị (municipal council) của quận Kurukshetra thuộc bang Haryana, Ấn Độ.

## Địa lý
Thanesar có vị trí 29°59′B 76°49′Đ / 29,98°B 76,82°Đ Nó có độ cao trung bình là 232 mét (761 feet).

## Nhân khẩu
Theo điều tra dân số năm 2001 của Ấn Độ, Thanesar có dân số 120.072 người. Phái nam chiếm 55% tổng số dân và phái nữ chiếm 45%. Thanesar có tỷ lệ 72% biết đọc biết viết, cao hơn tỷ lệ trung bình toàn quốc là 59,5%: tỷ lệ cho phái nam là 77%, và tỷ lệ cho phái nữ là 67%. Tại Thanesar, 12% dân số nhỏ hơn 6 tuổi.